# رشيد الداودي
رشيد الداودي لاعب كرة قدم مغربي ولد بمدينة فاس بتاريخ 21 فبراير 1966 ، كان يشغل مركز وسط الميدان هجومي.
تنقل رفقة عائلته إلى مدينة الدار البيضاء وبالضبط إلى حي بوركون سنة 1973، وهو صغير في السن كان يمارس كرة القدم مع فريق الحي بملعب المكسيك الموجود في الحي نفسه، في موسم 1982/1983 التحق بفتيان الوداد، ثم الشبان، فكبار الوداد سنة 1987، واصبح لاعب رسميا بالفريق سنة 1988 حيث أبصم على مسيرة جد ممتازة مع الفريق الأحمر وحاز مع نادي الوداد على البطولة الوطنية مواسم (1989/1990)، (1990/1991) و (1992/1993)، كأس العرش سنة 1989، وكأس العرب للأندية البطلة خلال السنة نفسها، كاس العرب الممتازة عام 1990 واغلى الألقاب دوري ابطال أفريقيا سنة 1992، وتبقى الملاعب المغربية والأفريقية شاهدة على القدفات الصاروخية والأهداف الأنطلوجية التي سجلها «دويدة» كما يحلو للجماهير الودادية تسمية فتاهم المدلل، وأحرز كذلك الكأس الأفروآسيوية سنة 1994، بعد ذلك انتقل إلى نادي الشباب السعودي وحصل على بطولتين كأس ولي العهد 1416 وبطل الاندية العربية للنخبة 1416 ثم التحق بتيرسانسي البرتغالي الذي لعب له 20 مباراة سجل 2 هدفين، وعاد للوداد موسم (1996/1997) ليتوج معه بكاس العرش للموسم ذاته بفضل هدف خرافي كان من توقيعه، ثم احترف بخيريز الأسباني لعب له 27 مباراة وسجل 2 هدفين، العين الإماراتي الذي حل معه ثالثا بدوري أبطال آسيا، الوصل الإماراتي الذي لعب معه نهائي كأس الإمارات، فالأهلي القطري وعاد مجددا للوداد سنة 2002 ليفوز معه بكأس العرش، وختم رشيد الداودي مشواره الكروي مع نادي السويق العماني سنة 2006 وهو في سن الأربعين.
بالنسبة لمشوار رشيد الداودي مع المنتخب الوطني المغربي، فقد حمل القميص الوطني للكبار 53 مرة من 1989 إلى 2001 وسجل 8 أهداف، شارك في كاس
أفريقيا للامم 1992 وكاس العالم 1994 ، أحرز على الميدالية الفضية بالألعاب الفرنكفونية رفقة المتخب المغربي للامل سنة 1989 .
بعد هذه المسيرة الكروية الحافلة بالألقاب والإنجازات، التحق رشيد بعالم التدريب، عمل مدرباً مساعداً بنادي الوداد البيضاوي من 2008 إلى 2010 .

## روابط خارجية
- رشيد الداودي على موقع الاتحاد الدولي (مؤرشف)  (الإنجليزية)
- رشيد الداودي على موقع قاعدة بيانات كرة القدم.إي يو (الإنجليزية)
- رشيد الداودي على موقع ناشيونال فوتبول تيمز (الإنجليزية)
- رشيد الداودي على موقع عالم كرة القدم.نت (الإنجليزية)